# Potameia
Potameia là một chi thực vật thuộc họ Lauraceae. Khi hiểu theo nghĩa hẹp, nó bao gồm các loài ở Madagascar và 1 loài ở Thái Lan (Potameia siamensis). Chi Syndiclis đôi khi cũng được gộp trong chi này.

## Danh sách loài
Danh sách loài lấy theo POWO:
- Potameia antevaratra Kosterm., 1957: Madagascar.
- Potameia argentea Kosterm., 1957: Madagascar.
- Potameia capuronii Kosterm., 1957: Madagascar.
- Potameia chartacea Kosterm., 1957: Madagascar.
- Potameia confluens van der Werff, 1991: Madagascar.
- Potameia crassifolia Kosterm., 1939: Madagascar.
- Potameia eglandulosa Kosterm., 1939: Madagascar.
- Potameia elliptica Kosterm., 1957: Madagascar.
- Potameia incisa Kosterm., 1957: Madagascar.
- Potameia micrantha van der Werff, 1996: Madagascar.
- Potameia microphylla Kosterm., 1957: Madagascar.
- Potameia nitens Kosterm., 1957: Madagascar.
- Potameia obtusifolia van der Werff, 1991: Madagascar.
- Potameia resonjo Kosterm., 1957: Madagascar.
- Potameia reticulata Kosterm., 1957: Madagascar.
- Potameia rubra Kosterm., 1957: Madagascar.
- Potameia salicifolia Kosterm., 1957: Madagascar.
- Potameia siamensis Kosterm., 1975: Thái Lan.
- Potameia thouarsiana  (Baill.) Capuron, 1960: Madagascar.
- Potameia thouarsii Roem. & Schult., 1818: Madagascar.
- Potameia tomentella van der Werff, 1991: Madagascar.
- Potameia vacciniifolia Kosterm., 1957: Madagascar.
- Potameia velutina Kosterm., 1957: Madagascar.

## Khác
- Potameia chapelieri Baill., 1885 = Cryptocarya pervillei Baill., 1885
- Potameia lucida Kosterm., 1957 = Beilschmiedia opposita Kosterm., 1952
- Potameia obovata Kosterm., 1939 = Potameia thouarsiana (Baill.) Capuron, 1960
- Potameia chinensis (C.K.Allen) Kosterm., 1952 = Syndiclis chinensis C.K.Allen, 1942 - dẹ Trung Hoa, dẹ quả tròn.
- Potameia kwangsiensis Kosterm., 1977 = Syndiclis kwangsiensis (Kosterm.) H.W.Li, 1979
- Potameia lotungensis (S.K.Lee) Kim Dao, 1994 = Syndiclis lotungensis S.K.Lee, 1963 - Dẹ quả tròn, dẹ Lạc Đông, dẹ lotung.
- Potameia paradoxa (Hook.f.) Kosterm., 1952 = Syndiclis paradoxa Hook.f., 1886